# Convento de São Francisco de Xabregas

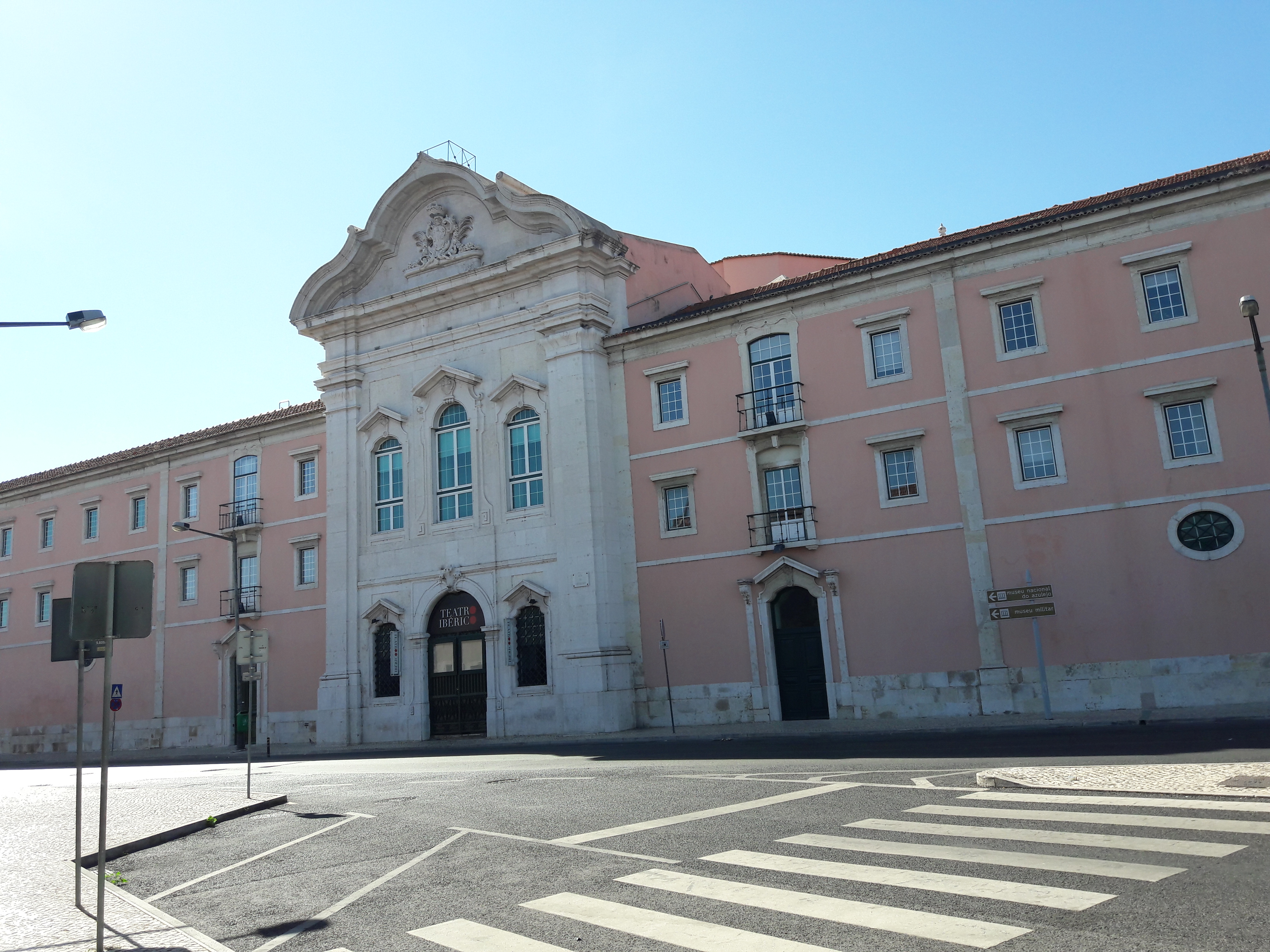

O Convento de São Francisco de Xabregas ou Convento de Santa Maria de Jesus, onde funciona actualmente o Teatro Ibérico e a Mediateca de Formação Profissional, foi um convento da Ordem dos Franciscanos sito no lugar de Xabregas, freguesia do Beato da cidade de Lisboa.

## História
O mosteiro foi fundado no lugar onde terá existido o paço real de Enxobregas (segundo alguns autores, o Paço Real de Afonso III),  que entretanto tinha sido abandonado e se encontrava em ruínas.
Em 1455 foram as antiga ruínas doadas por D. Afonso V a D. Guiomar de Castro, condessa de Atouguia (viúva do 1º conde de Atouguia, D. Álvaro, Gonçalves de Ataíde), para que se procedesse à fundação de um convento, cujas obras se iniciaram-se ainda nesse ano, tendo por orago Santa Maria de Jesus.
O convento ficou concluído a 17 de Maio de 1460, data em que nele entraram os primeiros nove frades da Ordem de São Francisco, vindos da ilha Terceira, nos Açores, (ficando por tal motivo mais conhecido por convento de São Francisco de Xabregas).
O terramoto de 1755 destruiu o convento, obrigando os frades a viveram largos anos em barracas de madeira. A reconstrução levou à ampliação do convento, dotando-o de uma fachada monumental, que o imóvel ainda conserva, com o pórtico principal encimado pelo brasão de armas do rei D. José I de Portugal. A igreja do Convento ficou então com capacidade para receber cerca de mil fiéis.
Após a extinção das ordens religiosas, em 1834, o convento foi encerrado e a igreja profanada, sendo neles aquatelado o Regimento de Infantaria Nº 1.
Depois de se terem gorado os projectos de instalar no convento uma penitenciária e um conservatório de artes e ofícios, o edifício foi arrendado em 1838 à Companhia de Fiação e Tecidos de Algodão Lisbonense, que utilizou o imóvel até 1844, ano em que um incêndio o destruiu, deixando apenas a igreja profanada e algumas dependências.
O imóvel foi reconstruído para nele se instalar, em 1845, a Fábrica de Tabacos Lisbonense, depois Companhia de Tabacos de Portugal e Companhia Portuguesa de Tabacos, empresa que ocupou o imóvel durante a a maior parte do século XX.
A partir de finais de novembro de 1980, o igreja foi destinada a actividades culturais albergando a companhia do Teatro Ibérico.
Em 1991 nas antigas dependências conventuais foi também instalada a Mediateca de Formação Profissional do Instituto do Emprego e Formação Profissional.